# 牛孔镇
牛孔镇，是中华人民共和国云南省红河哈尼族彝族自治州绿春县下辖的一个乡镇级行政单位。
2015年10月27日，云南省人民政府批复同意撤销牛孔乡，设立牛孔镇。

## 行政区划
牛孔镇下辖以下地区：
牛孔村、曼洛村、破瓦村、阿东村、牛巩村、者俄村、依期村、阿谷村、摸东村、平掌街村、作播村和龙洞村。